# Argiolestidae
Argiolestidae – rodzina ważek z podrzędu równoskrzydłych (Zygoptera).
Ważki te w większości przypadków mają podstawowe ubarwienie jasnobrązowe do czarnego. Wiele gatunków ma niebieskie lub czerwone części twarzy, tułowia czy odnóży, natomiast odwłok, z wyjątkiem Eoargiolestes ochraceus, jest pozbawiony jaskrawych barw. W użyłkowaniu skrzydeł występują dodatkowe sektory między żyłkami IR1 i RP2 oraz między RP2 a IR2, a początek IR2 położony jest wyraźnie bliżej węzełka niż arculusa. Z wyjątkiem rodzaju Caledargiolestes pterostygma jest dłuższa niż szersza, a u samic wielu gatunków jest ona jasnobiała do kremowożółtej. Osłonka liguli genitalnej charakteryzuje się brakiem szczecinek. Większość gatunków ma na górnej krawędzi wierzchołkowej przydatków analnych rząd drobnych, czarnych ząbków. Najbardziej unikalna cecha rodziny występuje u larw i są nią płaskie, ułożone poziomo skrzela.
Przedstawiciele rodziny występują w tropikalnej Afryce Środkowej, na Madagaskarze, Seszelach, Komorach, w Tajlandii, Malezji, Brunei, Indonezji, na Hajnanie, Filipinach, w Papui-Nowej Gwinei, na Wyspach Salomona, Nowej Kaledonii i w Australii.
Takson ten wprowadzony został w 1957 roku przez Frasera i był traktowany jako podrodzina w obrębie Megapodagrionidae. W 2013 Kalkman i Theischinger wynieśli go do rangi osobnej rodziny, podzielonej na dwie podrodziny: Argiolestinae i Podolestinae. Należy tu ponad 120 opisanych gatunków, zgrupowanych w 20 rodzajach:
- Allolestes Selys, 1869
- Archiargiolestes Kennedy, 1925
- Argiolestes Selys, 1862
- Austroargiolestes Kennedy, 1925
- Caledargiolestes Kennedy, 1925
- Caledopteryx Kennedy, 1925
- Celebargiolestes Kennedy, 1925
- Eoargiolestes Kalkman & Theischinger, 2013
- Griseargiolestes Theischinger, 1998
- Luzonargiolestes Kalkman & Theischinger, 2013
- Metagrion Calvert, 1913
- Miniargiolestes Theischinger, 1998
- Nesolestes Selys, 1891
- Neurolestes Selys, 1882
- Podolestes Selys, 1862
- Podopteryx Selys, 1871
- Pyrrhargiolestes Kalkman & Theischinger, 2013
- Solomonargiolestes Kalkman & Theischinger, 2013
- Trineuragrion Ris, 1915
- Wahnesia Forster, 1900